# Renault FT
A francia harckocsigyártás az első világháborúban a Renault, Citroen és Schneider cégek közti rivalizálás jegyében zajlott. Az FT könnyűharckocsi a Renault gyártmánya. Hivatalos típusjele Char Renault FT, gyakran tévesen FT-17 és FT17 megnevezéssel illetik.

## Története
A Renault FT a francia hadsereg egyik legsikeresebb harckocsija volt az első világháború során. Kétszemélyes könnyű harckocsi konstrukció volt, a vezető elöl, ülve foglalt helyet, a parancsnok pedig állva kezelte a fegyverzetet. Az FT kialakítása meghatározó lett a harckocsik későbbi történelmében, ugyanis itt alkalmaztak első ízben forgatható tornyot, és az itt megvalósított hármas szerkezet (vezető-, küzdő- és motortér) kialakítása is hagyománnyá vált.
Az FT-et gyalogság támogatására tervezték, a háború végére közel háromezer állt hadrendben és egészen 1944-ig használták. 24 országban rendszeresítették, vagy használták, több ország gyártotta licenc alapján. Számos háborúban és helyi konfliktusban részt vett egészen a második világháborúig, mikor is a németek használták a francia felkelők ellen, Párizsban.

## Változatai

### Harckocsik
Renault FT Mitrailleuse
A harckocsinak ez a változata azonos kivitelezésű, de egy darab 7,92 mm-es Hotchkiss géppuskával látták el. Fegyverzet nélkül alakították ki a híradó harckocsit, amely három személyes volt.
T–18
Szovjet másolat, melyet Msz-1-nek is jelöltek.
M1917
Amerikai licenc változat. A harckocsi eredetileg a M1917 elnevezést kapta, ehhez képest a harckocsi hét tonnásra sikeredett.
Fiat 3000
Olasz licenc változat.
Trubia Serie A
Nem teljesen a Renault FT változata, de ez a harckocsi adta az alapját. A típus nagyobb nála és 3 db 7mm-es géppuskát hordozott egyet a tank orrába építettek, a másik kettőt a toronyba.

### Önjáró tüzérségi lövegek, rohamlövegek, páncélvadászok
Peugeot Char 1918
Önjáró tüzérségi löveg/könnyű harckocsi/rohamlöveg. A Peugeot modellje. A felfüggesztést átdolgozták, a küzdőteret hátratolták, és nem építettek tornyot. A felépítmény oldalára készítettek ajtó, lőszerrakodás céljából. A felépítmény hátuljára két ajtót szereltek, ahol gyorsan ki-be lehetett jutni. Személyzete két főből állt: 1 vezető és 1 töltő-parancsnok. Fegyverzete 1 db Sa 18 35 mm-es ágyú vagy 1 db rövid csövű 75 mm-es Blockhaus Schneider ágyú volt (a felvételeken ez nem dönthető el) és 1 darab 8 mm-es Hotchkiss gépágyú alkotta. A jármű súlya 8 tonna volt. Más paraméterek, valamint a motor eddig ismeretlen. Egyetlen prototípus épült 1918-ban. Szolgálatba sohasem lépett, mivel az első prototípus tesztelése nagyon elhúzódott, és az első világháborúból már csak hónapok voltak. Ez után a Francia Hadsereg nem tartott igényt rá és a programot feloszlatták.
FT–17BS
Önjáró tüzérségi löveg változat. Csak a prototípusig jutott el, itt a tornyot merev felépítménnyel helyettesítették és a rövid csövű, 75 mm-es Blockhaus Schneider ágyúval látták el. Soha sem lépett szolgálatba.
FT-75
Rohamlöveg változat. Fegyverzete szintúgy egy rövid csövű, 75 mm-es Blockhaus Schneider ágyú volt. A fegyvert egy nyolcszögletű, merev felépítményben helyezték el. 1917-ben állt szolgálatba, azonban az első világháború vége felé közeledett és sohasem vetették be. 1925-ig maradt szolgálatban. Összesen 40 db épült belőle, szolgálatuk utáni sorsuk ismeretlen.
FT AC
Páncélvadász változat. Mivel a Renault FT a második világháború kezdetén még kelendő volt és többé-kevésbé modernnek számított, ezért megtervezték a páncélvadász változatát is. A terv szerint a tornyot leszerelik és egy egyszerű „doboz” alakú felépítményt helyeznek fel aminek vékony a páncélzata, valamint hátul és felülről nyitott lett volna. Fegyverzete 1 db hosszú csövű 47 mm-es páncéltörő ágyú lett volna. Személyzetét három fő alkotta volna: 1 vezető, 1 töltő-lövész és 1 parancsnok. A tervek szerint a parancsnok és a lövész helyezkedett volna el a küzdőtérben. Sebessége úton 7 km/ó lett volna. Ez a lassúság komoly problémát jelentett volna. Főleg emiatt vetették el a programot. Csak tervrajzokon létezett.

## Egyéb adatok
- Üzemanyagtartály: 90 l
- Mászóképesség: 45°
- Árokáthidaló képesség: 1,8 m
- Lépcsőmászó képesség: 0,6 m

## Galéria

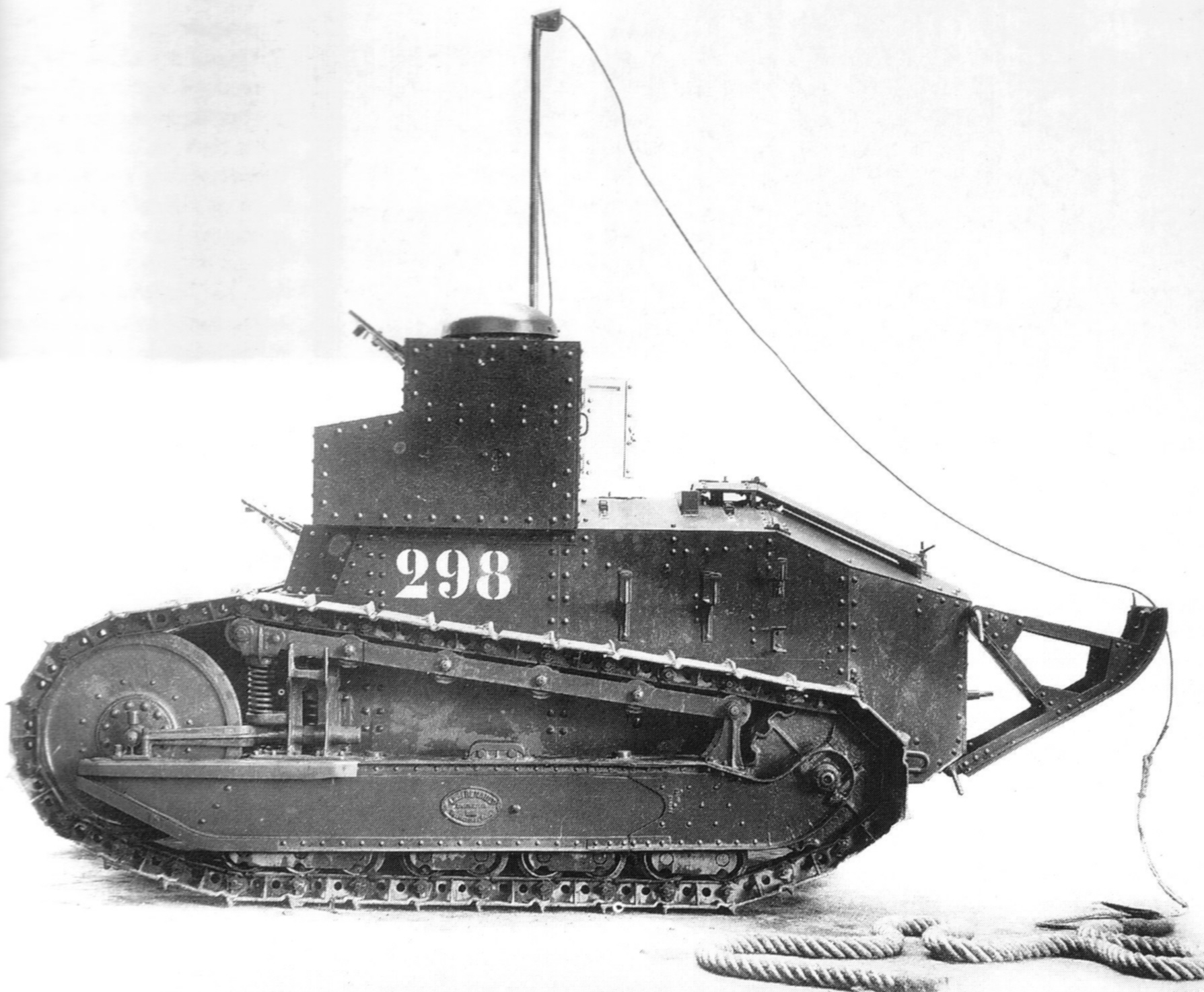
Renault FT híradó változata a boulogne-i Chars de France múzeumban
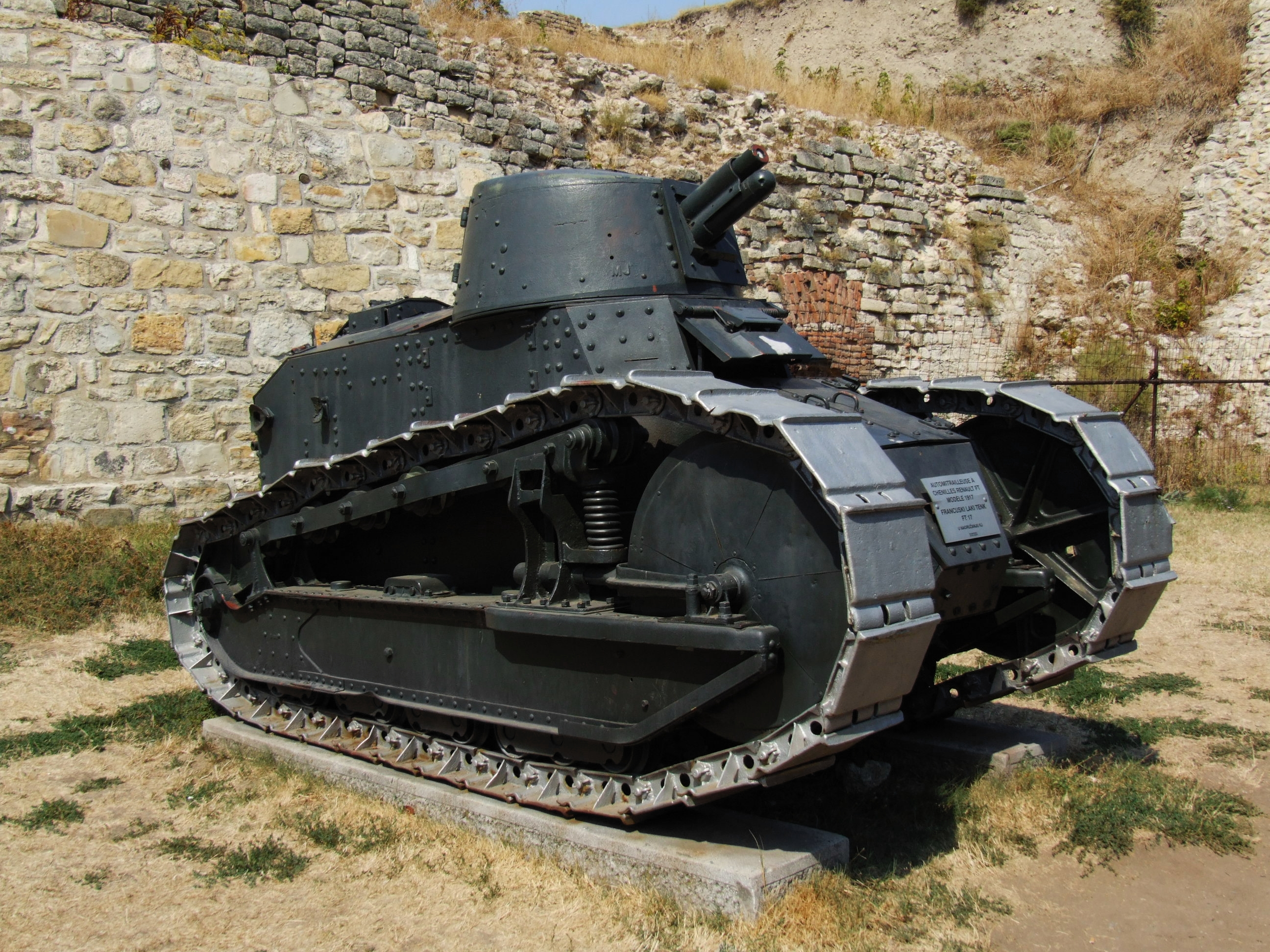
Renault FT a belgrádi hadtörténeti múzeumban
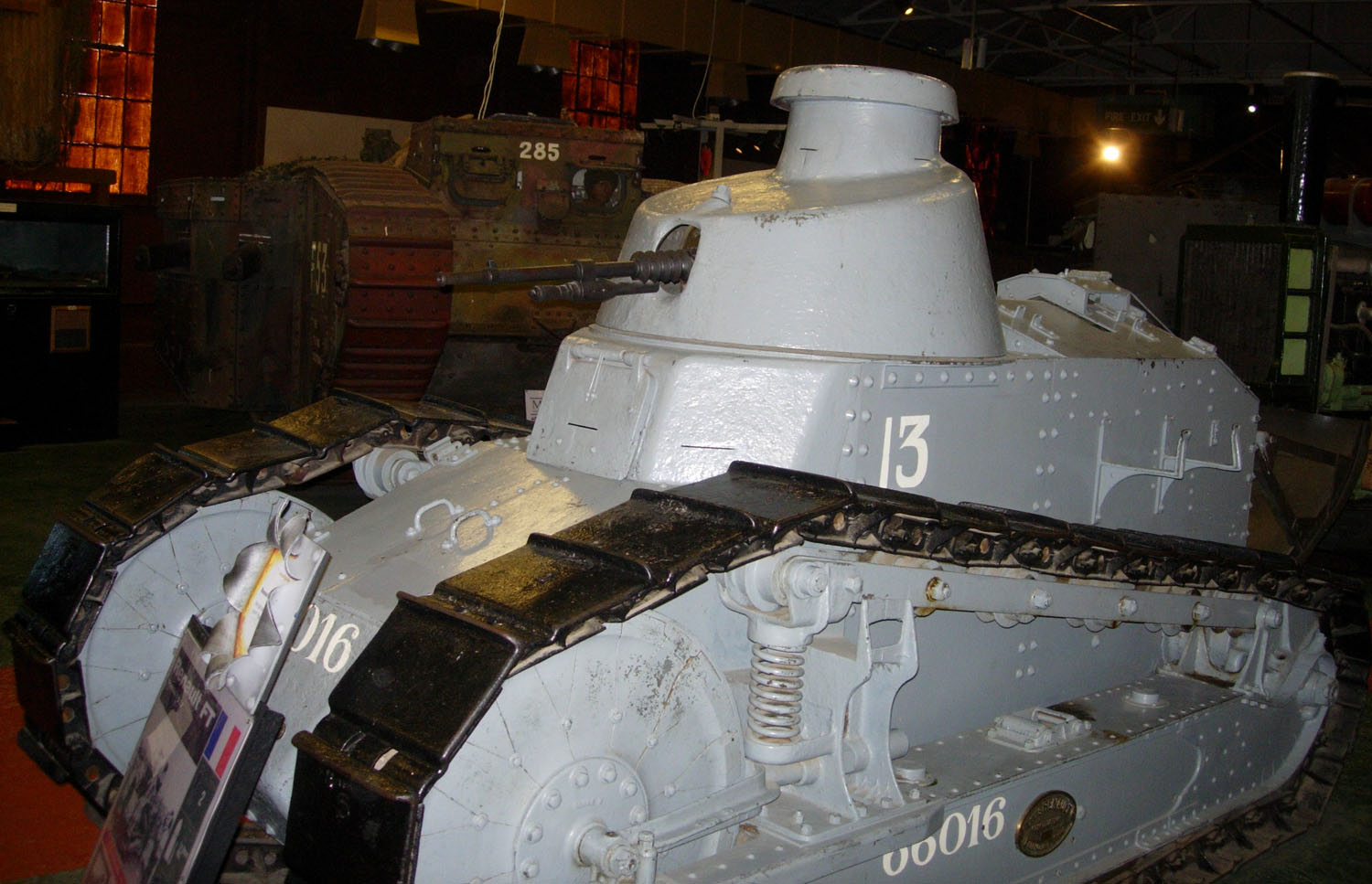
Renault Char Mitrailleur a bovingtoni harckocsimúzeumban
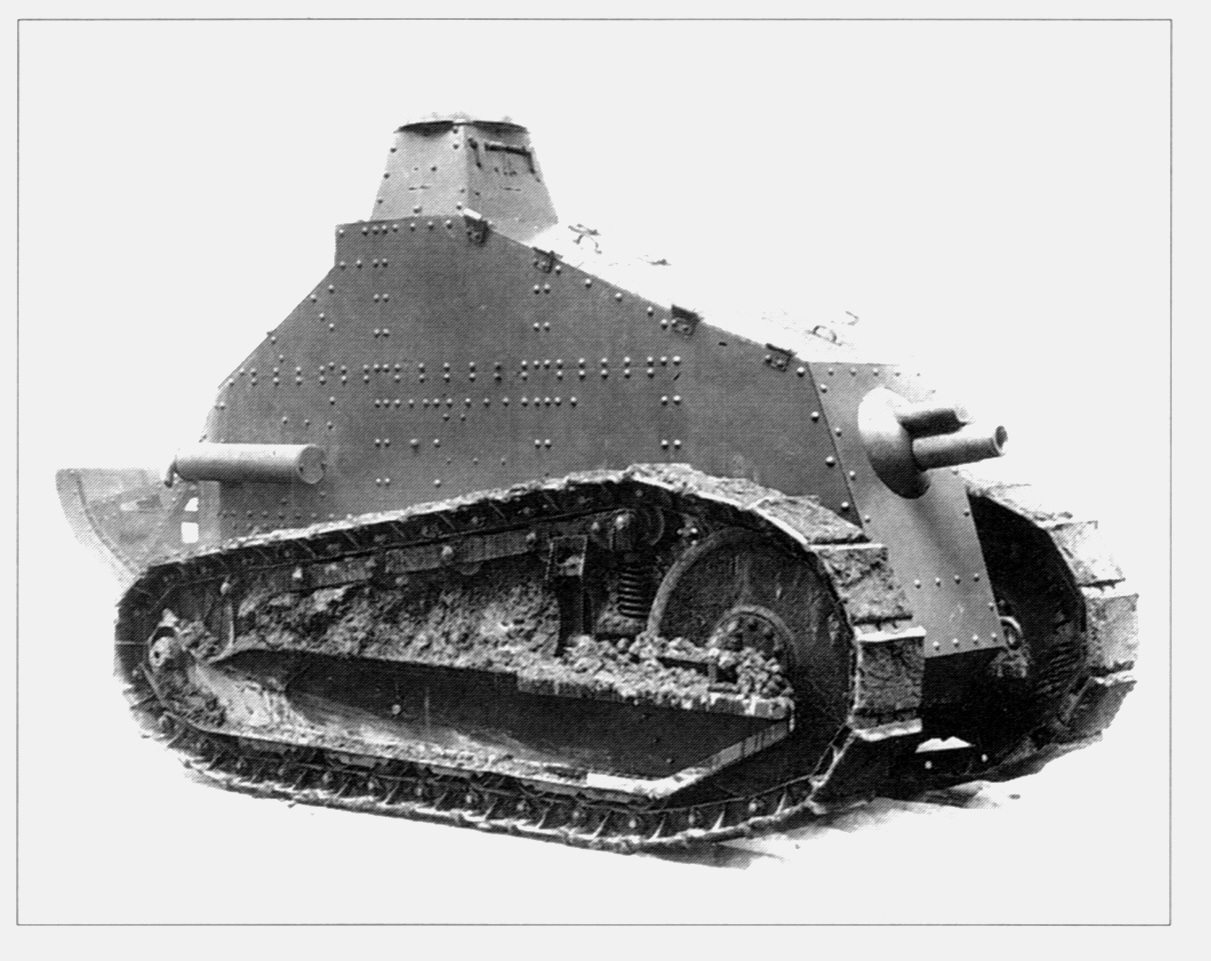
Az FT BS prototípus a boulogne-i Chars de France múzeumban
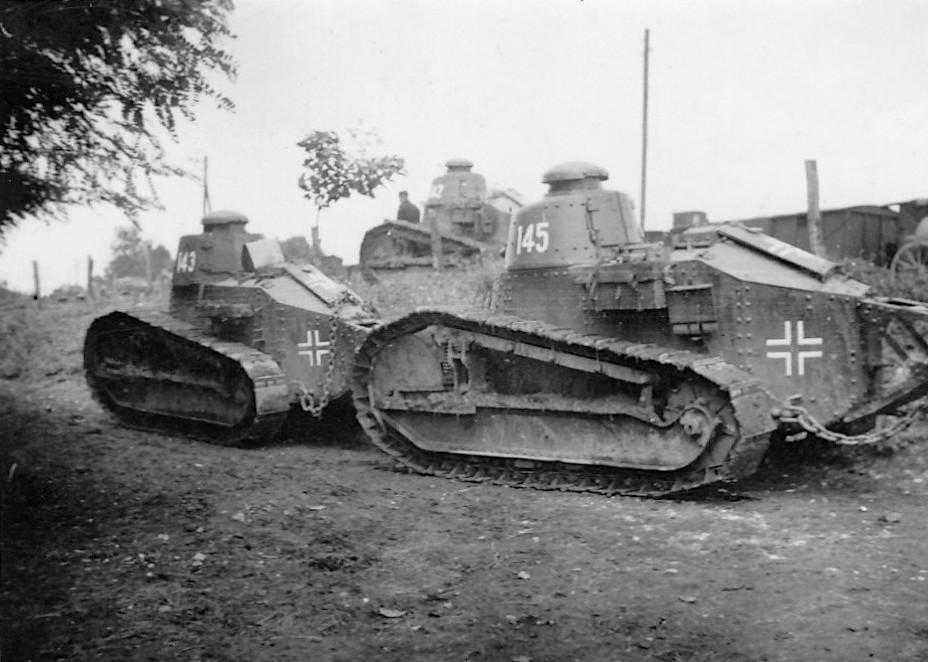
Zsákmányolt Renault FT tankok a német Wehrmacht szolgálatában Szerbiában.
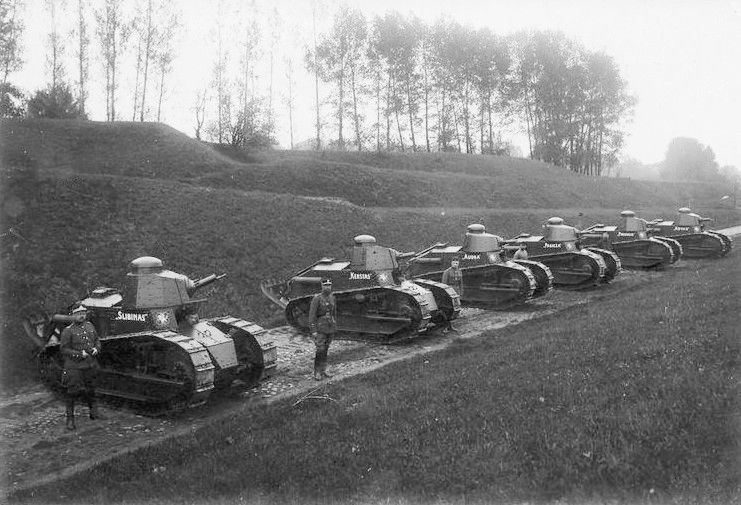
Litván hadsereg Renault FT tankjai 1924-ben.
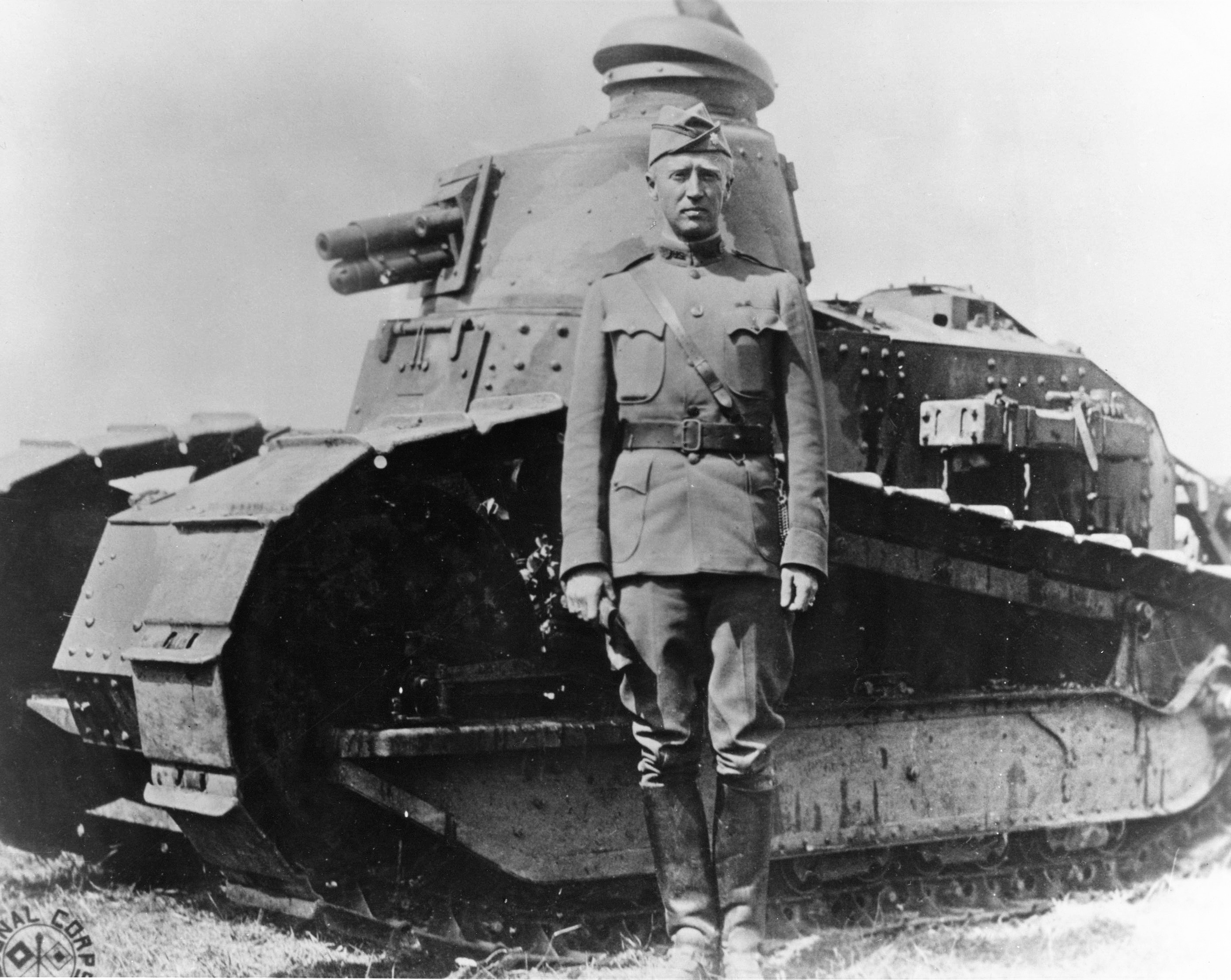
George S. Patton ezredes egy francia Renault tank előtt 1918 nyarán.
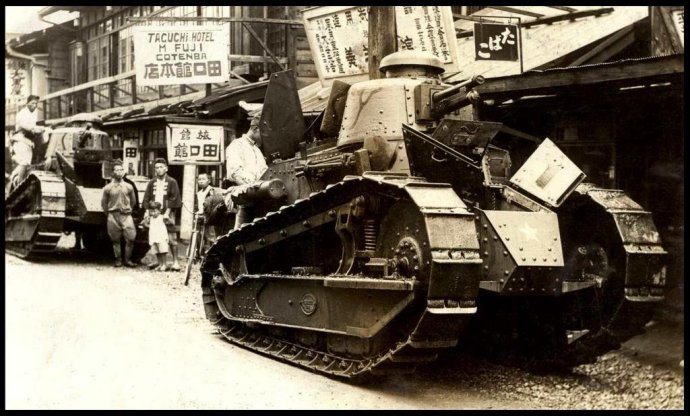
Japán tankok az akkor még Kínához tartozó Fukuokában a második világháborúban.